# Nibolek
Nibolek désigne l'ensemble formé par le Niari, la Bouenza et la Lékoumou. C'est un terme connoté, qui a servi de base idéologique[réf. souhaitée] durant les différentes guerres du Congo entre 1992 et 2000. 

## Histoire
Ce terme fut autrefois un mot de passe de reconnaissance[réf. souhaitée] utilisé à Fort Rousset, aujourd'hui Owando. « Boni leke » lançait-on, et la réponse appropriée devait être « Nibolek », c'est-à-dire « Niari, Bouenza, Lékoumou, Kouilou ». 
Jean-Pierre Berri[Qui ?] et ses acolytes utilisèrent entre autres ce stratagème pour mener la lutte à la tête de laquelle se trouvait Pascal Lissouba à partir du département de la Cuvette, où ils avaient été emprisonnés après une condamnation à perpétuité à la fin des années 1960.